# Pentopetia elastica
Pentopetia elastica là một loài thực vật có hoa trong họ La bố ma. Loài này được Jum. & H. Perrier mô tả khoa học đầu tiên năm 1908.